# NOFV-Oberliga 1990-1991
La NOFV-Oberliga 1990-1991 è stata la 44ª edizione della massima serie del campionato tedesco orientale di calcio, disputato tra l'11 agosto 1990 e il 25 maggio 1991 e concluso con la vittoria del Hansa Rostock, al suo primo titolo. 
Capocannoniere del torneo è stato Torsten Gütschow (Dinamo Dresda) con 20 reti.

## Stagione

### Aggiornamenti
Il 14 febbraio 1991, il Vorwärts Francoforte completò la ristrutturazione societaria successiva alla fine dell'affiliazione all'esercito, assumendo il nome di Frankfurter Fußballclub Viktoria

### Formula
In previsione della riunificazione della Germania e della fusione con la federazione calcistica occidentale, la DFV organizzò il massimo livello del campionato sotto il nome di NOFV-Oberliga. Questo nuovo torneo, che avrebbe dovuto rappresentare per l'ultima volta la Germania Est, venne disputato a regime professionistico e confermava lo stesso formato della stagione precedente, con in più un sistema di promozioni e retrocessioni che consentito alle squadre di accedere al nuovo sistema calcistico unificato.
- Le prime due classificate avrebbero ottenuto la qualificazione diretta in Fußball-Bundesliga.
- Le squadre classificatesi tra la terza e la sesta posizione si sarebbero qualificate direttamente in 2. Fußball-Bundesliga.
- Assieme alle prime due classificate della seconda divisione, il gruppo delle squadre che occupavano le posizioni fra la settima e la dodicesima sarebbero state ripartite in due gironi di play-off. Le prime classificate si sarebbero qualificate in seconda divisione, quelle rimanenti in Oberliga Nordost.
- Le ultime due squadre classificate sarebbero state ammesse direttamente in Oberliga Nordost.

### Avvenimenti

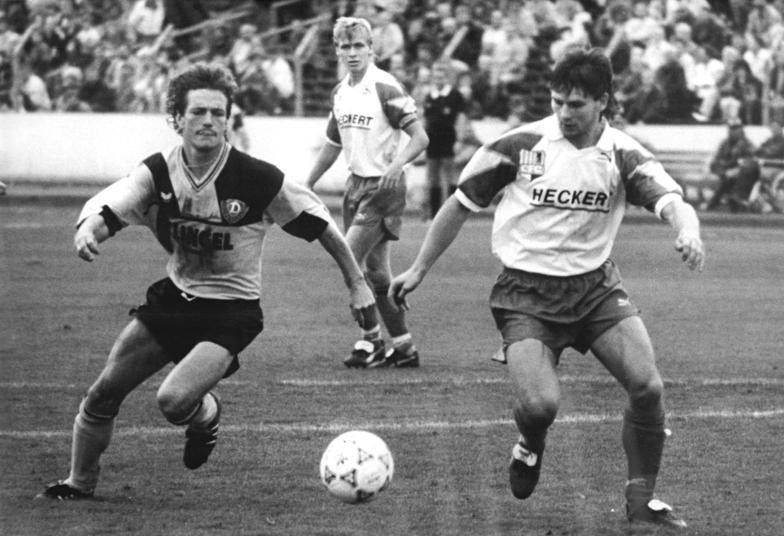
Il capocannoniere del torneo Torsten Gütschow, durante il match contro il, valido per la quinta giornata del campionato.

Dopo un iniziale dominio del Rot-Weiß Erfurt, a partire dalla quarta giornata l'Hansa Rostock occupò stabilmente la vetta della classifica, concludendo il giorne di andata con quattro punti di vantaggio su Hallescher, Stahl Brandeburgo e Dinamo Dresda e gestendo il proprio vantaggio anche dopo il giro di boa. Sconfiggendo quest'ultima squadra nello scontro diretto del 4 maggio, gli anseatici ottennero con tre giornate di anticipo il titolo e l'accesso diretto alla Bundesliga. L'ultimo posto valido per l'ingresso nella massima divisione fu appannaggio della Dinamo Dresda, qualificatosi con 90 minuti di anticipo; la squadra non poté tuttavia prendere parte alla Coppa UEFA per via di una squalifica comminata dalla confederazione a causa di incidenti che provocarono la sospensione della gara dei quarti di finale di Coppa dei Campioni contro la Stella Rossa.. Venne quindi ripescato lo Hallescher, che ottenne il visto per la terza competizione europea assieme al Rot-Weiß Erfurt.
Grazie alla miglior differenza reti nei confronti del Lokomotive Lipsia, il Carl Zeiss Jena ottenne l'ultimo posto valevole per l'ingresso diretto in 2. Bundesliga; a fondo classifica, una rimonta nelle ultime giornate permise al FC Berlino di qualificarsi per i play-off valevoli per la qualificazione in seconda divisione, superando l'Energie Cottbus e il Viktoria Francoforte, che con una giornata di anticipo ottennero il visto per partecipare alla Oberliga Nordost.

## Squadre partecipanti
| Club                     | Stagione | Città                   | Stadio                          | Stagione precedente                       |
| ------------------------ | -------- | ----------------------- | ------------------------------- | ----------------------------------------- |
| Carl Zeiss Jena          | dettagli | Jena                    | Ernst-Abbe-Sportfeld            | 5º in DDR-Oberliga                        |
| Chemnitz                 | dettagli | Chemnitz                | Stadion an der Gellertstraße    | 2º in DDR-Oberliga (come Karl-Marx-Stadt) |
| Dinamo Dresda            | dettagli | Dresda                  | Rudolf-Harbig-Stadion           | Campione della Germania Est               |
| Eisenhüttenstädter Stahl | dettagli | Eisenhüttenstadt        | Sportanlage Waldstraße          | 12º in DDR-Oberliga                       |
| Energie Cottbus          | dettagli | Cottbus                 | Stadion der Freundschaft        | 7º in DDR-Oberliga                        |
| FC Berlino               | dettagli | Berlino                 | Friedrich-Ludwig-Jahn-Sportpark | 4º in DDR-Oberliga                        |
| Hallescher               | dettagli | Halle                   | Kurt-Wabbel Stadion             | 9º in DDR-Oberliga                        |
| Hansa Rostock            | dettagli | Rostock                 | Ostseestadion                   | 6º in DDR-Oberliga                        |
| Lokomotive Lipsia        | dettagli | Lipsia                  | Zentralstadion                  | 8º in DDR-Oberliga                        |
| Magdeburgo               | dettagli | Magdeburgo              | Ernst-Grube-Stadion             | 3º in DDR-Oberliga                        |
| Rot-Weiß Erfurt          | dettagli | Erfurt                  | Steigerwaldstadion              | 11º in DDR-Oberliga                       |
| Sachsen Lipsia           | dettagli | Lipsia                  | Georg-Schwarz-Sportpark         | 1º in DDR-Liga (gir. B), promosso         |
| Stahl Brandeburgo        | dettagli | Brandeburgo sulla Havel | Stadion der Stahlwerker         | 10º in DDR-Oberliga                       |
| Viktoria Francoforte     | dettagli | Francoforte sull'Oder   | Stadion der Freundschaft        | 1º in DDR-Liga (gir. A), promosso         |

## Allenatori e primatisti
| Squadra                  | Allenatore                                                                   | Calciatore più presente                            | Cannoniere                    |
| ------------------------ | ---------------------------------------------------------------------------- | -------------------------------------------------- | ----------------------------- |
| Carl Zeiss Jena          | Bernd Stange                                                                 | Perry Bräutigam Udo Fankhänel Carsten Klee (26)    | Carsten Klee (10)             |
| Chemnitz                 | Hans Meyer                                                                   | Dirk Barsikow, Steffen Heidrich, Ulf Mehlhorn (25) | Steffen Heidrich (5)          |
| Dinamo Dresda            | Reinhard Häfner                                                              | Torsten Gütschow (26)                              | Torsten Gütschow (20)         |
| Eisenhüttenstädter Stahl | Günter Reinke (1ª-22ª) Karl Trautmann (23ª-26ª)                              | Bodo Rudwaleit (26)                                | Timo Löhnert (8)              |
| Energie Cottbus          | Fritz Bohla (1ª-11ª) Timo Zahnleiter (12ª-20ª) Hans-Jürgen Stenzel (21ª-26ª) | Frank Lehmann (25)                                 | Petrik Sander (6)             |
| FC Berlino               | Peter Rohde (1ª-5ª) Jürgen Bogs (6ª-26ª)                                     | Waldemar Ksienzyk (29)                             | Torsten Boer, Heiko Bonan (7) |
| Hallescher               | Bernd Donau                                                                  | 5 giocatori (26)                                   | Lutz Schülbe (13)             |
| Hansa Rostock            | Uwe Reinders                                                                 | Andreas Babendererde (25)                          | Henri Fuchs (12)              |
| Lokomotive Lipsia        | Gunter Böhme                                                                 | Damian Halata Torsten Kracht (26)                  | Jürgen Rische (9)             |
| Magdeburgo               | Siegmund Mewes                                                               | Dirk Heyne (26)                                    | Heiko Laeßig (10)             |
| Rot-Weiß Erfurt          | Lothar Kurbjuweit                                                            | Thomas Linke (25)                                  | Armin Romstedt (9)            |
| Sachsen Lipsia           | Jimmy Hartwig (1ª-6ª) Achim Steffens (7ª-11ª) Frank Engel (12ª-26ª)          | René Müller (26)                                   | Hans-Jörg Leitzke (6)         |
| Stahl Brandeburgo        | Eckhard Düwiger                                                              | Steffen Freund (26)                                | Jens Pfahl, Uwe Schulz (6)    |
| Viktoria Francoforte     | Frieder Andrich (1ª-14ª) Harald Irmscher (15ª-26ª)                           | Stephan Prause Bernhard Wilski (25)                | Thomas Rath (5)               |

## Classifica finale
|  | Pos. | Squadra                  | Pt | G  | V  | N  | P  | GF | GS | MR  |
|  | ---- | ------------------------ | -- | -- | -- | -- | -- | -- | -- | --- |
|  | 1.   | Hansa Rostock            | 35 | 26 | 13 | 9  | 4  | 44 | 25 | +19 |
|  | 2.   | Dinamo Dresda            | 32 | 26 | 12 | 8  | 6  | 48 | 28 | +20 |
|  | 3.   | Rot-Weiß Erfurt          | 31 | 26 | 11 | 9  | 6  | 30 | 26 | +4  |
|  | 4.   | Hallescher               | 29 | 26 | 10 | 9  | 7  | 40 | 31 | +9  |
|  | 5.   | Chemnitz                 | 29 | 26 | 9  | 11 | 6  | 24 | 23 | +1  |
|  | 6.   | Carl Zeiss Jena          | 28 | 26 | 12 | 4  | 10 | 41 | 36 | +5  |
|  | 7.   | Lokomotive Lipsia        | 28 | 26 | 10 | 8  | 8  | 37 | 33 | +5  |
|  | 8.   | Stahl Brandeburgo        | 27 | 26 | 9  | 9  | 8  | 34 | 31 | +3  |
|  | 9.   | Eisenhüttenstädter Stahl | 26 | 26 | 7  | 12 | 7  | 29 | 25 | +4  |
|  | 10.  | Magdeburgo               | 26 | 26 | 9  | 8  | 9  | 34 | 32 | +2  |
|  | 11.  | FC Berlino               | 22 | 26 | 7  | 8  | 11 | 25 | 39 | -14 |
|  | 12.  | Sachsen Lipsia           | 22 | 26 | 6  | 10 | 10 | 23 | 38 | -15 |
|  | 13.  | Energie Cottbus          | 16 | 26 | 3  | 10 | 13 | 21 | 38 | -17 |
|  | 14.  | Viktoria Francoforte     | 13 | 26 | 4  | 5  | 17 | 29 | 54 | -25 |

Legenda:
      Campione della Germania Est, ammessa alla Coppa dei Campioni 1991-1992 e in Fußball-Bundesliga 1991-1992.
      Qualificata in Fußball-Bundesliga 1991-1992.
      Qualificata in 2. Fußball-Bundesliga 1991-1992 e in Coppa UEFA 1991-1992.
      Qualificata in 2. Fußball-Bundesliga 1991-1992.
  Partecipa ai play-off per la qualificazione in 2. Fußball-Bundesliga 1991-1992.
      Ammessa alla Coppa delle Coppe 1991-1992.
      Ammessa in Oberliga Nordost 1991-1992.
Regolamento:
Due punti a vittoria, uno a pareggio, zero a sconfitta.
Note:
La Dinamo Dresda non fu qualificata alla Coppa UEFA 1991-1992 per effetto della squalifica comminata dalla UEFA, in seguito agli incidenti dell'incontro di Coppa dei Campioni contro la Stella Rossa.

## Risultati

### Calendario
| Andata (1ª) | Andata (1ª) | Prima giornata                      | Ritorno (14ª) | Ritorno (14ª) |
|             |             |                                     |               |               |
| 11 ago.     | 3-3         | Viktoria Francoforte-Hallescher     | 1-1           | 23 feb.       |
| 11 ago.     | 4-0         | Rot-Weiß Erfurt-FC Berlino          | 0-0           | 19 mar.       |
| 11 ago.     | 1-1         | Energie Cottbus-Stahl Brandeburgo   | 1-2           | 23 feb.       |
| 11 ago.     | 2-0         | Dinamo Dresda-Carl Zeiss Jena       | 2-3           | 23 feb.       |
| 11 ago.     | 1-1         | Hansa Rostock-E'hüttenstadter Stahl | 0-0           | 30 mar.       |
| 11 ago.     | 1-1         | Magdeburgo-Lokomotive Lipsia        | 0-2           | 23 feb.       |
| 11 ago.     | 0-0         | Sachsen Lipsia-Chemnitz             | 0-0           | 28 mar.       |

| Andata (3ª) | Andata (3ª) | Terza giornata                          | Ritorno (16ª) | Ritorno (16ª) |
|             |             |                                         |               |               |
| 31 ago.     | 0-0         | Lokomotive Lipsia-E'hüttenstadter Stahl | 0-3           | 9 mar.        |
| 31 ago.     | 2-0         | Hansa Rostock-Stahl Brandeburgo         | 2-3           | 9 mar.        |
| 1º set.     | 1-3         | Viktoria Francoforte-Sachsen Lipsia     | 0-3           | 9 mar.        |
| 1º set.     | 0-0         | Rot-Weiß Erfurt-Chemnitz                | 0-2           | 9 mar.        |
| 1º set.     | 1-0         | Energie Cottbus-Hallescher              | 1-1           | 9 mar.        |
| 1º set.     | 4-1         | Dinamo Dresda-FC Berlino                | 4-1           | 10 mar.       |
| 1º set.     | 4-3         | Magdeburgo-Carl Zeiss Jena              | 0-2           | 8 mar.        |

| Andata (5ª) | Andata (5ª) | Quinta giornata                       | Ritorno (18ª) | Ritorno (18ª) |
|             |             |                                       |               |               |
| 14 set.     | 0-1         | Rot-Weiß Erfurt-Sachsen Lipsia        | 1-0           | 10 feb.       |
| 14 set.     | 1-1         | Hansa Rostock-Hallescher              | 0-1           | 10 feb.       |
| 15 set.     | 3-2         | E'hüttenstadter Stahl-Carl Zeiss Jena | 0-1           | 22 mar.       |
| 15 set.     | 0-1         | Energie Cottbus-Viktoria Francoforte  | 2-1           | 10 feb.       |
| 15 set.     | 1-1         | Dinamo Dresda-Chemnitz                | 4-3           | 10 feb.       |
| 15 set.     | 3-3         | Magdeburgo-FC Berlino                 | 3-1           | 22 mar.       |
| 15 set.     | 2-0         | Lokomotive Lipsia-Stahl Brandeburgo   | 0-1           | 10 feb.       |

| Andata (7ª) | Andata (7ª) | Settima giornata                   | Ritorno (20ª) | Ritorno (20ª) |
|             |             |                                    |               |               |
| 5 ott.      | 4-1         | Energie Cottbus-Sachsen Lipsia     | 0-1           | 13 apr.       |
| 5 ott.      | 1-1         | Carl Zeiss Jena-Stahl Brandeburgo  | 3-2           | 13 apr.       |
| 5 ott.      | 1-0         | Hansa Rostock-Viktoria Francoforte | 1-3           | 13 apr.       |
| 6 ott.      | 0-3         | Lokomotive Lipsia-Hallescher       | 2-2           | 12 apr.       |
| 6 ott.      | 0-0         | E'hüttenstadter Stahl-FC Berlino   | 1-1           | 13 apr.       |
| 6 ott.      | 4-0         | Magdeburgo-Chemnitz                | 2-0           | 13 apr.       |
| 6 ott.      | 3-0         | Dinamo Dresda-Rot-Weiß Erfurt      | 0-0           | 13 apr.       |

| Andata (9ª) | Andata (9ª) | Nona giornata                          | Ritorno (22ª) | Ritorno (22ª) |
|             |             |                                        |               |               |
| 26 ott.     | 0-2         | Carl Zeiss Jena-Hallescher             | 1-3           | 26 apr.       |
| 26 ott.     | 2-0         | Hansa Rostock-Energie Cottbus          | 1-1           | 27 apr.       |
| 27 ott.     | 1-2         | Magdeburgo-Rot-Weiß Erfurt             | 0-1           | 27 apr.       |
| 27 ott.     | 4-3         | Lokomotive Lipsia-Viktoria Francoforte | 0-2           | 27 apr.       |
| 27 ott.     | 2-1         | E'hüttenstadter Stahl-Chemnitz         | 0-3           | 27 apr.       |
| 27 ott.     | 1-0         | Stahl Brandeburgo-FC Berlino           | 0-1           | 27 apr.       |
| 27 ott.     | 7-0         | Dinamo Dresda-Sachsen Lipsia           | 0-1           | 27 apr.       |

| Andata (11ª) | Andata (11ª) | Undicesima giornata                   | Ritorno (24ª) | Ritorno (24ª) |
|              |              |                                       |               |               |
| 9 nov.       | 4-1          | Carl Zeiss Jena-Viktoria Francoforte  | 2-1           | 11 mag.       |
| 9 nov.       | 2-1          | Hansa Rostock-Sachsen Lipsia          | 1-1           | 11 mag.       |
| 10 nov.      | 3-1          | Magdeburgo-Dinamo Dresda              | 0-1           | 11 mag.       |
| 10 nov.      | 3-1          | Lokomotive Lipsia-Energie Cottbus     | 1-1           | 11 mag.       |
| 10 nov.      | 0-0          | E'hüttenstadter Stahl-Rot-Weiß Erfurt | 0-2           | 11 mag.       |
| 10 nov.      | 1-1          | Stahl Brandeburgo-Chemnitz            | 0-1           | 11 mag.       |
| 10 nov.      | 0-0          | FC Berlin-Hallescher                  | 0-1           | 11 mag.       |

| Andata (13ª) | Andata (13ª) | Tredicesima giornata                | Ritorno (26ª) | Ritorno (26ª) |
|              |              |                                     |               |               |
| 30 nov.      | 2-0          | Carl Zeiss Jena-Energie Cottbus     | 2-0           | 25 mag.       |
| 1º dic.      | 0-0          | Hallescher-Chemnitz                 | 1-1           | 25 mag.       |
| 1º dic.      | 0-0          | Magdeburgo-Sachsen Lipsia           | 1-1           | 25 mag.       |
| 1º dic.      | 3-2          | Lokomotive Lipsia-Hansa Rostock     | 4-1           | 25 mag.       |
| 1º dic.      | 0-0          | E'hüttenstadter Stahl-Dinamo Dresda | 3-3           | 25 mag.       |
| 1º dic.      | 2-1          | Stahl Brandeburgo-Rot-Weiß Erfurt   | 1-2           | 25 mag.       |
| 1º dic.      | 2-1          | FC Berlino-Viktoria Francoforte     | 2-1           | 25 mag.       |

| Andata (2ª) | Andata (2ª) | Seconda giornata                 | Ritorno (15ª) | Ritorno (15ª) |
|             |             |                                  |               |               |
| 17 ago.     | 1-2         | Hallescher-Rot-Weiß Erfurt       | 2-3           | 2 mar.        |
| 17 ago.     | 0-3         | Carl Zeiss Jena-Hansa Rostock    | 1-3           | 1º mar.       |
| 18 ago.     | 1-2         | FC Berlin-Energie Cottbus        | 1-0           | 2 mar.        |
| 18 ago.     | 4-1         | Stahl Brandeburgo-Dinamo Dresda  | 0-1           | 1º mar.       |
| 18 ago.     | 0-0         | E'hüttenstadter Stahl-Magdeburgo | 4-0           | 2 mar.        |
| 18 ago.     | 1-0         | Lokomotive Lipsia-Sachsen Lipsia | 0-0           | 2 mar.        |
| 18 ago.     | 2-0         | Chemnitz-Viktoria Francoforte    | 1-0           | 2 mar.        |

| Andata (4ª) | Andata (4ª) | Quarta giornata                      | Ritorno (17ª) | Ritorno (17ª) |
|             |             |                                      |               |               |
| 5 set.      | 1-0         | Sachsen Lipsia-E'hüttenstadter Stahl | 0-0           | 16 mar.       |
| 5 set.      | 3-1         | Hallescher-Dinamo Dresda             | 0-2           | 15 feb.       |
| 5 set.      | 4-1         | Viktoria Francoforte-Rot-Weiß Erfurt | 0-0           | 16 mar.       |
| 5 set.      | 1-1         | Chemnitz-Energie Cottbus             | 1-2           | 16 mar.       |
| 5 set.      | 3-1         | Carl Zeiss Jena-Lokomotive Lipsia    | 0-0           | 16 mar.       |
| 5 set.      | 0-3         | FC Berlino-Hansa Rostock             | 1-5           | 16 mar.       |
| 5 set.      | 2-2         | Stahl Brandeburgo-Magdeburgo         | 0-1           | 15 feb.       |

| Andata (6ª) | Andata (6ª) | Sesta giornata                          | Ritorno (19ª) | Ritorno (19ª) |
|             |             |                                         |               |               |
| 28 set.     | 0-2         | Chemnitz-Hansa Rostock                  | 1-1           | 5 apr.        |
| 28 set.     | 2-0         | Hallescher-Magdeburgo                   | 0-2           | 6 apr.        |
| 28 set.     | 1-0         | FC Berlino-Lokomotive Lipsia            | 2-2           | 6 apr.        |
| 29 set.     | 3-1         | Rot-Weiß Erfurt-Energie Cottbus         | 1-0           | 6 apr.        |
| 29 set.     | 1-2         | Viktoria Francoforte-Dinamo Dresda      | 0-5           | 6 apr.        |
| 29 set.     | 0-2         | Sachsen Lipsia-Carl Zeiss Jena          | 0-1           | 5 apr.        |
| 29 set.     | 2-1         | Stahl Brandeburgo-E'hüttenstadter Stahl | 0-0           | 6 apr.        |

| Andata (8ª) | Andata (8ª) | Ottava giornata                  | Ritorno (21ª) | Ritorno (21ª) |
|             |             |                                  |               |               |
| 10 ott.     | 1-1         | Energie Cottbus-Dinamo Dresda    | 1-1           | 20 apr.       |
| 10 ott.     | 1-1         | Rot-Weiß Erfurt-Hansa Rostock    | 1-0           | 19 apr.       |
| 10 ott.     | 3-2         | Viktoria Francoforte-Magdeburgo  | 0-1           | 19 apr.       |
| 10 ott.     | 2-1         | Chemnitz-Lokomotive Lipsia       | 0-3           | 20 apr.       |
| 10 ott.     | 2-0         | Hallescher-E'hüttenstadter Stahl | 4-2           | 20 apr.       |
| 13 ott.     | 3-3         | Sachsen Lipsia-Stahl Brandeburgo | 0-0           | 20 apr.       |
| 13 ott.     | 0-1         | FC Berlino-Carl Zeiss Jena       | 0-4           | 17 apr.       |

| Andata (10ª) | Andata (10ª) | Decima giornata                            | Ritorno (23ª) | Ritorno (23ª) |
|              |              |                                            |               |               |
| 2 nov.       | 1-1          | Rot-Weiß Erfurt-Lokomotive Lipsia          | 0-2           | 4 mag.        |
| 2 nov.       | 0-0          | Viktoria Francoforte-E'hüttenstadter Stahl | 0-3           | 4 mag.        |
| 3 nov.       | 1-1          | Chemnitz-Carl Zeiss Jena                   | 2-1           | 4 mag.        |
| 3 nov.       | 0-2          | Hallescher-Stahl Brandeburgo               | 1-2           | 4 mag.        |
| 3 nov.       | 0-0          | Energie Cottbus-Magdeburgo                 | 1-5           | 4 mag.        |
| 3 nov.       | 1-4          | Sachsen Lipsia-FC Berlino                  | 1-1           | 4 mag.        |
| 3 nov.       | 0-0          | Dinamo Dresda-Hansa Rostock                | 1-3           | 4 mag.        |

| Andata (12ª) | Andata (12ª) | Dodicesima giornata                    | Ritorno (25ª) | Ritorno (25ª) |
|              |              |                                        |               |               |
| 23 nov.      | 2-0          | Dinamo Dresda-Lokomotive Lipsia        | 2-1           | 17 mag.       |
| 24 nov.      | 0-0          | Energie Cottbus-E'hüttenstadter Stahl  | 1-2           | 17 mag.       |
| 24 nov.      | 1-0          | Chemnitz-FC Berlino                    | 1-2           | 17 mag.       |
| 24 nov.      | 1-1          | Rot-Weiß Erfurt-Carl Zeiss Jena        | 0-0           | 17 mag.       |
| 24 nov.      | 0-0          | Viktoria Francoforte-Stahl Brandeburgo | 2-4           | 17 mag.       |
| 25 nov.      | 2-0          | Hansa Rostock-Magdeburgo               | 1-2           | 17 mag.       |
| 28 nov.      | 1-3          | Sachsen Lipsia-Hallescher              | 1-2           | 17 mag.       |

## Spareggi

### Gruppo 1

#### Classifica finale
|  | Pos. | Squadra           | Pt | G | V | N | P | GF | GS | DR |
|  | ---- | ----------------- | -- | - | - | - | - | -- | -- | -- |
|  | 1.   | Stahl Brandeburgo | 9  | 6 | 4 | 1 | 1 | 9  | 6  | +3 |
|  | 2.   | FC Berlino        | 8  | 6 | 3 | 2 | 1 | 10 | 5  | +5 |
|  | 3.   | Union Berlino     | 4  | 6 | 2 | 1 | 3 | 5  | 7  | -2 |
|  | 4.   | Magdeburgo        | 2  | 6 | 0 | 2 | 4 | 6  | 12 | -6 |

Legenda:
      Promosso in 2. Fußball-Bundesliga 1991-1992.
      Qualificato in Oberliga Nordost 1991-1992.
Note:
Due punti a vittoria, uno a pareggio, zero a sconfitta.

### Gruppo 2

#### Classifica finale
|  | Pos. | Squadra                  | Pt | G | V | N | P | GF | GS | DR  |
|  | ---- | ------------------------ | -- | - | - | - | - | -- | -- | --- |
|  | 1.   | Lokomotive Lipsia        | 10 | 6 | 4 | 2 | 0 | 11 | 0  | +11 |
|  | 2.   | Eisenhüttenstädter Stahl | 8  | 6 | 3 | 2 | 1 | 8  | 6  | +2  |
|  | 3.   | Zwickau                  | 4  | 6 | 1 | 2 | 3 | 5  | 9  | -4  |
|  | 4.   | Sachsen Lipsia           | 2  | 6 | 1 | 0 | 5 | 4  | 13 | -9  |

Legenda:
      Promosso in 2. Fußball-Bundesliga 1991-1992.
      Qualificato in Oberliga Nordost 1991-1992.
Note:
Due punti a vittoria, uno a pareggio, zero a sconfitta.

## Statistiche

### Squadre

#### Classifica in divenire
| [ 14 ]                |    |    |    |    |    |    |    |    |    |     |     |     |     |     |     |     |     |     |     |     |     |     |     |     |     |     |
| [ 14 ]                | 1ª | 2ª | 3ª | 4ª | 5ª | 6ª | 7ª | 8ª | 9ª | 10ª | 11ª | 12ª | 13ª | 14ª | 15ª | 16ª | 17ª | 18ª | 19ª | 20ª | 21ª | 22ª | 23ª | 24ª | 25ª | 26ª |
| --------------------- | -- | -- | -- | -- | -- | -- | -- | -- | -- | --- | --- | --- | --- | --- | --- | --- | --- | --- | --- | --- | --- | --- | --- | --- | --- | --- |
| Carl Zeiss Jena       | 0  | 0  | 0  | 2  | 2  | 4  | 5  | 7  | 7  | 8   | 10  | 11  | 13  | 15  | 15  | 17  | 17  | 19  | 21  | 21  | 23  | 23  | 23  | 25  | 26  | 28  |
| Chemnitz              | 1  | 3  | 4  | 5  | 6  | 8  | 8  | 10 | 10 | 11  | 12  | 14  | 15  | 16  | 16  | 18  | 20  | 22  | 23  | 24  | 24  | 24  | 26  | 28  | 28  | 29  |
| Dinamo Dresda         | 2  | 2  | 4  | 4  | 5  | 7  | 9  | 10 | 12 | 13  | 13  | 15  | 16  | 16  | 18  | 20  | 22  | 23  | 25  | 26  | 27  | 27  | 27  | 29  | 31  | 32  |
| E'hüttenstädter Stahl | 1  | 2  | 3  | 3  | 5  | 5  | 6  | 6  | 8  | 9   | 10  | 11  | 12  | 14  | 16  | 18  | 18  | 19  | 20  | 21  | 21  | 21  | 23  | 23  | 25  | 26  |
| Energie Cottbus       | 1  | 3  | 5  | 6  | 6  | 6  | 8  | 9  | 9  | 10  | 10  | 11  | 11  | 11  | 11  | 12  | 12  | 13  | 13  | 13  | 14  | 15  | 15  | 16  | 16  | 16  |
| FC Berlino            | 0  | 0  | 0  | 0  | 1  | 3  | 4  | 4  | 4  | 6   | 7   | 7   | 9   | 11  | 11  | 11  | 12  | 13  | 14  | 15  | 15  | 17  | 18  | 18  | 20  | 22  |
| Hallescher            | 1  | 1  | 1  | 3  | 4  | 6  | 8  | 10 | 12 | 12  | 13  | 15  | 16  | 17  | 17  | 18  | 18  | 19  | 19  | 20  | 22  | 24  | 24  | 26  | 28  | 29  |
| Hansa Rostock         | 1  | 3  | 5  | 7  | 8  | 10 | 12 | 13 | 15 | 16  | 18  | 20  | 20  | 22  | 24  | 26  | 27  | 28  | 29  | 31  | 31  | 32  | 34  | 35  | 35  | 35  |
| Lokomotive Lipsia     | 1  | 3  | 4  | 4  | 6  | 6  | 6  | 6  | 8  | 9   | 11  | 11  | 13  | 14  | 14  | 16  | 17  | 19  | 20  | 21  | 23  | 23  | 25  | 26  | 26  | 28  |
| Magdeburgo            | 1  | 2  | 4  | 5  | 6  | 6  | 8  | 8  | 8  | 9   | 11  | 11  | 12  | 12  | 12  | 14  | 15  | 15  | 17  | 19  | 21  | 21  | 23  | 23  | 25  | 26  |
| Rot-Weiß Erfurt       | 2  | 4  | 5  | 5  | 5  | 7  | 7  | 8  | 10 | 11  | 12  | 13  | 13  | 15  | 15  | 17  | 18  | 19  | 21  | 22  | 24  | 26  | 26  | 28  | 29  | 31  |
| Sachsen Lipsia        | 1  | 1  | 3  | 5  | 7  | 7  | 7  | 8  | 8  | 8   | 8   | 8   | 9   | 10  | 11  | 13  | 13  | 14  | 14  | 16  | 17  | 19  | 20  | 21  | 21  | 22  |
| Stahl Brandeburgo     | 1  | 3  | 3  | 4  | 4  | 6  | 7  | 8  | 10 | 12  | 13  | 14  | 16  | 18  | 18  | 18  | 18  | 19  | 20  | 22  | 23  | 23  | 25  | 25  | 27  | 27  |
| Viktoria Francoforte  | 1  | 1  | 1  | 3  | 5  | 5  | 5  | 7  | 7  | 8   | 8   | 9   | 9   | 10  | 10  | 10  | 10  | 11  | 11  | 11  | 11  | 13  | 13  | 13  | 13  | 13  |

#### Classifiche di rendimento
| Andata                | Andata | Ritorno               | Ritorno |
|                       |        |                       |         |
| Hansa Rostock         | 20     | Rot-Weiß Erfurt       | 18      |
| Dinamo Dresda         | 16     | Dinamo Dresda         | 16      |
| Hallescher            | 16     | Chemnitz              | 16      |
| Stahl Brandeburgo     | 16     | Lokomotive Lipsia     | 15      |
| Carl Zeiss Jena       | 13     | Carl Zeiss Jena       | 15      |
| Rot-Weiß Erfurt       | 13     | Hansa Rostock         | 15      |
| Lokomotiva Lipsia     | 13     | E'hüttenstädter Stahl | 14      |
| Chemnitz              | 13     | Magdeburgo            | 14      |
| Magdeburgo            | 12     | Hallescher            | 13      |
| E'hüttenstädter Stahl | 12     | Sachsen Lipsia        | 13      |
| Energie Cottbus       | 11     | FC Berlino            | 13      |
| Viktoria Francoforte  | 9      | Stahl Brandeburgo     | 11      |
| FC Berlino            | 9      | Energie Cottbus       | 5       |
| Sachsen Lipsia        | 9      | Viktoria Francoforte  | 4       |

| Casa                  | Casa | Trasferta             | Trasferta |
|                       |      |                       |           |
| Dinamo Dresda         | 22   | Hansa Rostock         | 16        |
| Lokomotive Lipsia     | 20   | Hallescher            | 12        |
| Stahl Brandeburgo     | 20   | Chemnitz              | 12        |
| Magdeburgo            | 19   | Rot-Weiß Erfurt       | 12        |
| Rot-Weiß Erfurt       | 19   | Carl Zeiss Jena       | 10        |
| Hansa Rostock         | 19   | Dinamo Dresda         | 10        |
| Carl Zeiss Jena       | 18   | FC Berlino            | 9         |
| E'hüttenstädter Stahl | 18   | E'hüttenstädter Stahl | 8         |
| Hallescher            | 17   | Lokomotive Lipsia     | 8         |
| Chemnitz              | 17   | Sachsen Lipsia        | 8         |
| Sachsen Lipsia        | 14   | Stahl Brandeburgo     | 7         |
| FC Berlino            | 13   | Magdeburgo            | 7         |
| Viktoria Francoforte  | 10   | Energie Cottbus       | 6         |
| Energie Cottbus       | 10   | Viktoria Francoforte  | 3         |

### Primati stagionali
Squadre
- Maggior numero di vittorie: Hansa Rostock (13)
- Minor numero di sconfitte: Hansa Rostock (4)
- Miglior attacco: Dinamo Dresda (48)
- Miglior difesa: Chemnitz (23)
- Miglior differenza reti: Dinamo Dresda (+20)
- Maggior numero di pareggi: E'hüttenstädter Stahl (12)
- Minor numero di vittorie: Energie Cottbus (3)
- Maggior numero di sconfitte: Viktoria Francoforte (17)
- Peggiore attacco: Energie Cottbus (21)
- Peggior difesa: Viktoria Francoforte (54)
- Peggior differenza reti: Viktoria Francoforte (-25)

Partite
- Più gol (7):[12]

Magdeburgo-Carl Zeiss Jena 4-3, 1º settembre 1990;
Dinamo Dresda-Sachsen Lipsia 7-0 e Lokomotive Lipsia-Viktoria Francoforte 4-3, 27 ottobre 1990

### Individuali

#### Classifica marcatori
| Gol | Rigori |  | Giocatore        | Squadra                          |
| --- | ------ |  | ---------------- | -------------------------------- |
| 20  | 2      |  | Torsten Gütschow | Dinamo Dresda                    |
| 13  |        |  | Lutz Schülbe     | Hallescher                       |
| 12  |        |  | Henri Fuchs      | Hansa Rostock                    |
| 10  |        |  | Heiko Laeßig     | Magdeburgo                       |
| 10  |        |  | Carsten Klee     | Carl Zeiss Jena                  |
| 9   | 2      |  | Armin Rodstedt   | Rot-Weiß Erfurt                  |
| 8   |        |  | Timo Lohnert     | Eisenhüttenstadter Stahl         |
| 8   |        |  | Jürgen Rische    | Lokomotive Lipsia                |
| 8   |        |  | Uwe Rösler       | Dinamo Dresda (3) Magdeburgo (5) |
| 7   |        |  | Jörg Nowotny     | Hallescher                       |
| 7   | 1      |  | Heiko Peschke    | Carl Zeiss Jena                  |
| 7   |        |  | Jürgen Raab      | Carl Zeiss Jena                  |
| 7   |        |  | Florian Weichert | Hansa Rostock                    |